# Mesosemia presbo
Mesosemia presbo är en fjärilsart som beskrevs av Doubleday 1847. Mesosemia presbo ingår i släktet Mesosemia och familjen Riodinidae. Inga underarter finns listade i Catalogue of Life.